# Live in New York City (album de Ghostface Killah)
Pour les articles homonymes, voir Live in New York.
Albums de Ghostface Killah
FishScale
(2006) More Fish
(2006)
Live in New York City est un album live de Ghostface Killah, sorti le 25 juillet 2006.

## Liste des titres
| No  | Titre                                   | Durée |
| --- | --------------------------------------- | ----- |
| 1.  | Show Intro                              | 0:44  |
| 2.  | Criminology                             | 1:14  |
| 3.  | Ghost Deini                             | 1:51  |
| 4.  | Interlude                               | 0:46  |
| 5.  | Ice Cream (featuring Cappadonna)        | 2:53  |
| 6.  | Nutmeg>Apollo Kids                      | 2:00  |
| 7.  | Child's Play                            | 1:23  |
| 8.  | Interlude                               | 3:06  |
| 9.  | Holla                                   | 3:32  |
| 10. | One Blood (featuring Masta Killa)       | 2:10  |
| 11. | Forth Chamber (featuring Killah Priest) | 1:43  |
| 12. | Liquid Swords (featuring GZA)           | 2:09  |
| 13. | Shimmy Shimmy Ya/Odb Tribute            | 1:57  |
| 14. | Run                                     | 1:43  |
| 15. | Interlude>Sun God Freestyle             | 4:38  |
| 16. | Be Easy                                 | 2:27  |
| 17. | Be This Way                             | 2:06  |
| 18. | Mighty Healthy                          | 1:40  |
| 19. | Stay True                               | 0:35  |
| 20. | Show Outro                              | 1:18  |